# Guillermo Barros Schelotto
Guillermo Barros Schelotto (La Plata, 4 mei 1973) is een Argentijns voormalig profvoetballer en voetbaltrainer. Hij is de tweelingbroer van Gustavo Barros Schelotto.

## Clubcarrière
Guillermo en zijn broer Gustavo doorliepen samen de jeugd bij Gimnasia La Plata. Guillermo brak bijna een jaar eerder door naar het eerste elftal. In 1993 won hij met de club de Copa Centenario. Op 14 september 1997 maakte hij de overstap naar Boca Juniors. Guillermo en zijn broer Gustavo werden door Diego Maradona aangeprezen bij de clubleiding van Boca en werden daarop ook binnen gehaald. Samen met Martín Palermo werd hij een succesvol aanvallersduo. Met de club won hij enkele nationale en internationale titels, al moest hij sommige grote momenten missen door blessures. Nadat Alfio Basile coach werd kreeg hij minder speeltijd en in 2007 maakte hij de overstap naar het Amerikaanse Columbus Crew, waarmee hij ook enkele prijzen won. Hij beëindigde zijn carrière waar ze begonnen was, bij Gimnasia La Plata en weigerde daar om betaald te worden.

## Trainerscarrière
In 2012 begon hij zijn trainerscarrière bij Lanús. Op 1 maart 2016 werd hij aangesteld als coach van Boca Juniors. Sinds januari 2019 is Schelotto hoofdtrainer van LA Galaxy.

## Erelijst
Als speler
 Argentinië
- Pan-Amerikaanse Spelen (1): 1995

 Gimnasia y Esgrima La Plata
- Copa Centenario de la AFA (1): 1993

 Boca Juniors
- Wereldbeker voor clubteams (2): 2000, 2003
- CONMEBOL Libertadores (4): 2000, 2001, 2003, 2007
- CONMEBOL Sudamericana (2): 2004, 2005
- CONMEBOL Recopa (2): 2005, 2006
- Primera División (6): 1998 Apertura, 1999 Clausura, 2000 Apertura, 2003 Apertura, 2005 Apertura, 2006 Clausura

 Columbus Crew
- MLS Cup (1): 2008
- MLS Supporters' Shield (2): 2008, 2009
- Eastern Conference (playoffs) (1): 2008
- Eastern Conference (regulier seizoen) (2): 2008, 2009

Als trainer
 Lanús
- CONMEBOL Sudamericana (1): 2013

 Boca Juniors
- Primera División (2): 2016/17, 2017/18

Individueel
- Major League Soccer MVP: 2008
- MLS Best XI: 2007, 2008
- MLS Cup MVP: 2008

1 Rossi ·
2 López ·
4 Weigandt ·
5 Zambrano ·
6 Rojo ·
8 Cardona ·
9 Orsini ·
11 Salvio ·
13 García ·
14 Rolón ·
16 Molinas ·
17 Advíncula ·
18 Fabra ·
19 Barco ·
20 Ramírez ·
21 Campuzano ·
22 Villa ·
23 González ·
24 Izquierdoz  ·
26 Fernández ·
29 Briasco ·
30 Zeballos ·
31 Pavón ·
32 Almendra ·
33 Varela ·
34 Obando ·
36 Medina ·
37 Sández ·
38 Vázquez ·
Coach: Russo